# Rott am Inn
Rott am Inn là một đô thị tại huyện Rosenheim bang Bayern thuộc nước Đức.